# Olvi Areena
Die Olvi Areena (auch Kuopion jäähalli, deutsch Kuopio-Eishalle, umgangssprachlich Niiralan Monttu) ist eine Eissporthalle im Stadtteil Niirala der finnischen Stadt Kuopio, die 1979 eröffnet wurde. Sie wird hauptsächlich für Eishockey genutzt. Der Eishockeyclub Kalevan Pallo (KalPa), der in der Liiga spielt, trägt hier seine Heimspiele aus. Die Halle bot in den 2010er Jahren 5.064 Zuschauern Platz. Sie teilten sich in 3.134 Sitzplätze, 1.639 Stehplätze, 280 V.I.P.-Plätze und 11 rollstuhlgerechte Plätze auf. In der Saison 2017/18 trug sie den Sponsorennamen Data Group Arena.
Die Halle war vom 9. bis 16. Juli 2005 Schauplatz der IIHF Inlinehockey-Weltmeisterschaft.
Zwischen 2018 und 2020 wurde die Eissporthalle umfassend umgebaut. Unter anderem wurde die Fassade und der Innenraum neu gestaltet, ein Parkhaus gebaut und Kabinen und Sanitäranlagen saniert. Im Zuge der Renovierung erhöhte sich die Gesamtkapazität auf 5300 Zuschauer, davon 3628 Sitz- und 1381 Stehplätze.
2019 wurde die Halle in Olvi Areena umbenannt.

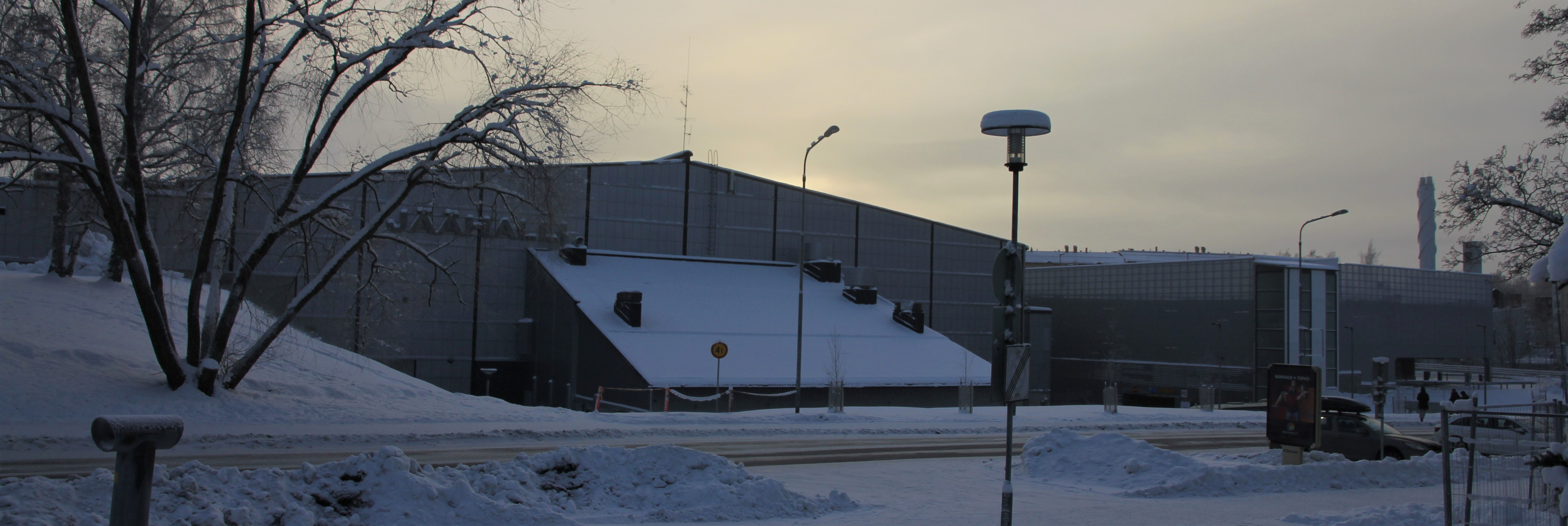
Olvi Areena (li.) mit dem neuen Parkhaus (re.) (2021)
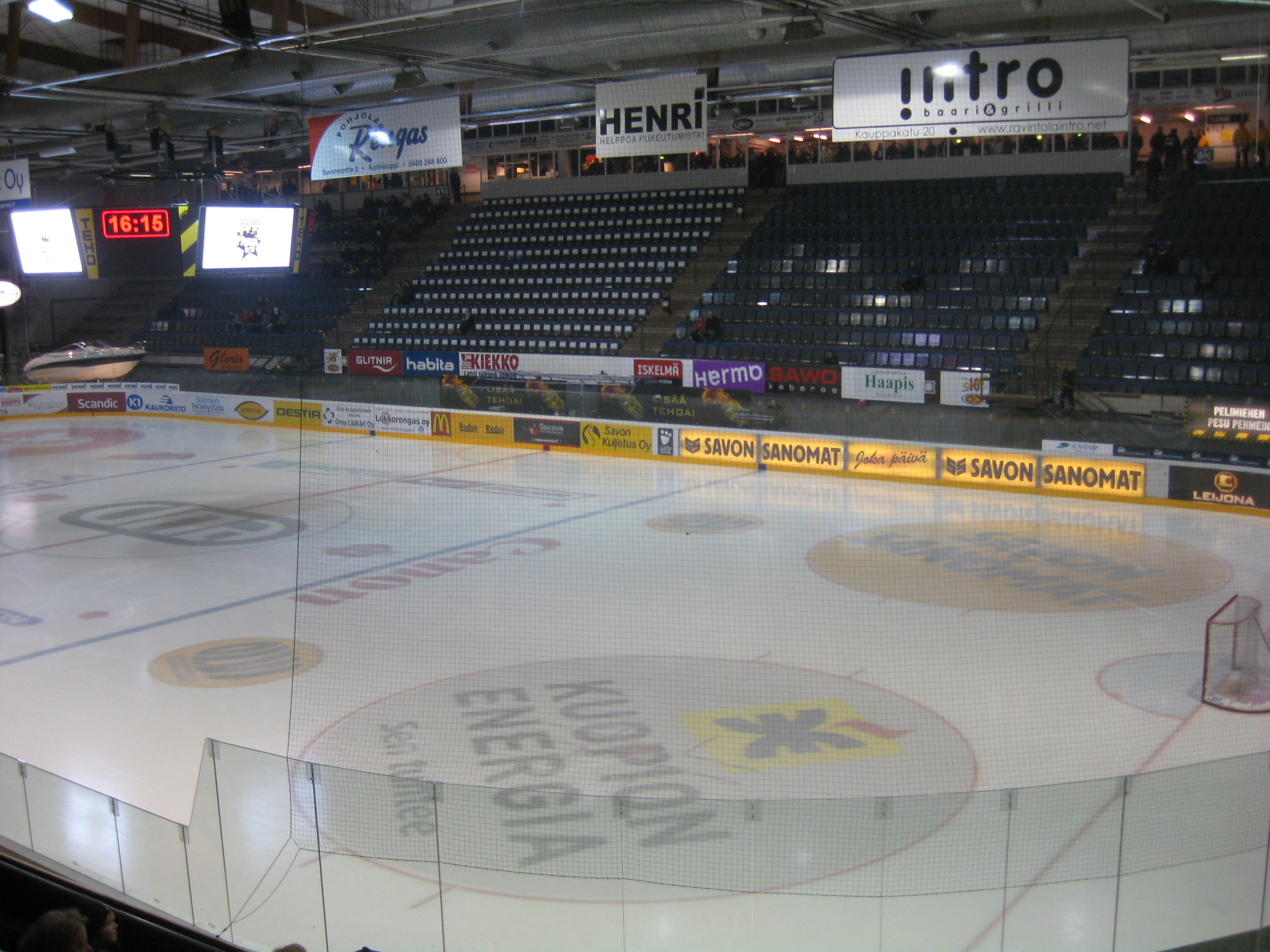
Innenansicht
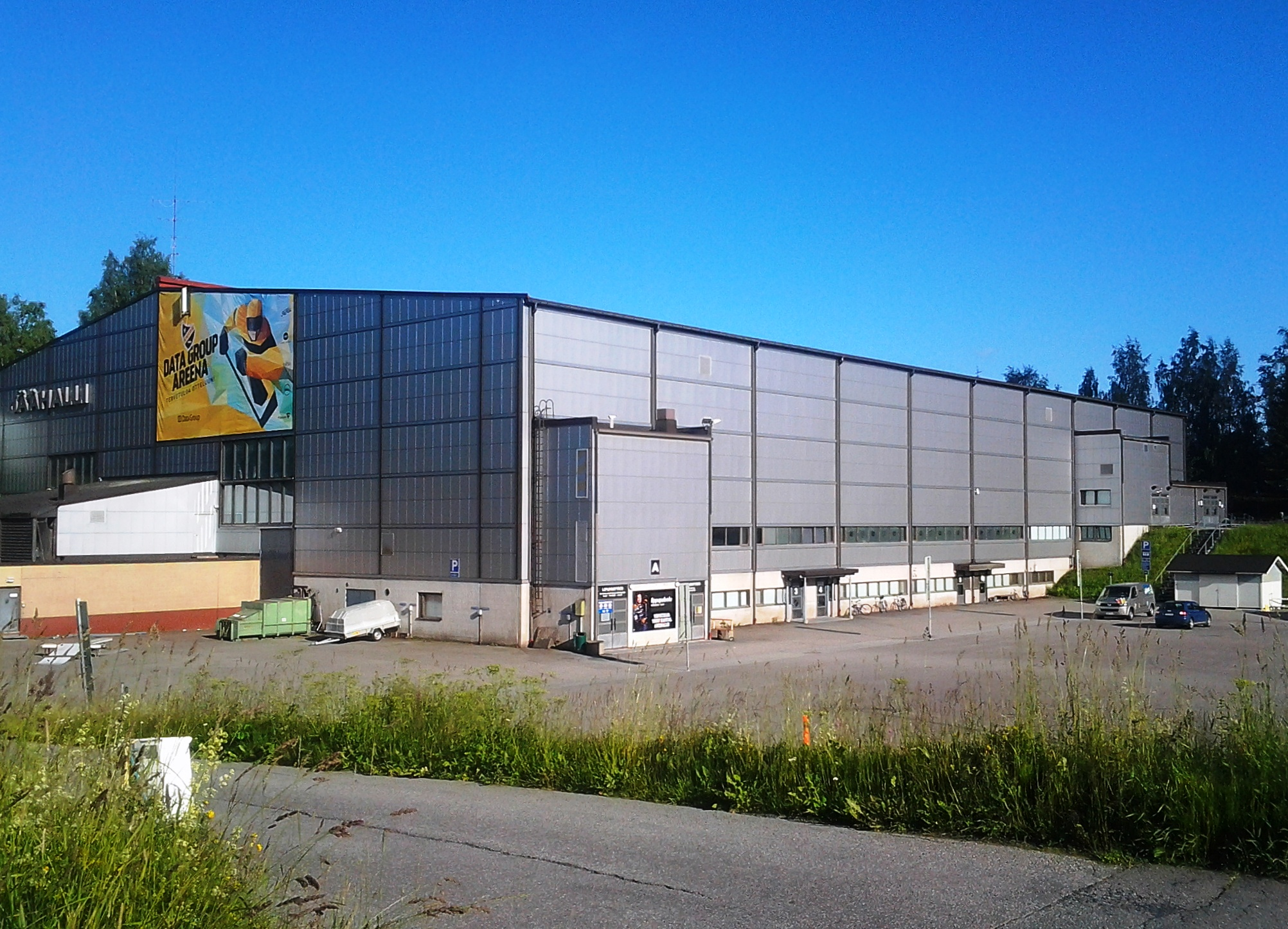
Die Westseite der Eishalle in Kuopio (Juli 2014)